# Рёгеберг, Вилли
Вилли Мадс Хенри Рёгеберг (норв. Willy Mads Henry Røgeberg, 1 декабря 1905 — 15 декабря 1969) — норвежский стрелок, олимпийский чемпион 1936 года. Участник Олимпийских игр 1924, 1936 и 1948 годов.
Родился в 1905 году в Осло. Выиграл большое количество национальных стрелковых состязаний. В 1924 году принял участие в Олимпийских играх в Париже, где стал 8-м в командном первенстве в стрельбе из произвольной винтовки на 400, 600 и 800 м. В 1935 году стал обладателем серебряной и двух бронзовых медалей чемпионата мира. В 1936 году на Олимпийских играх в Берлине завоевал золотую медаль в стрельбе из малокалиберной винтовки лёжа на 50 м. После Игр Вилли Рёгеберг завёл в Осло собственную компанию по торговле оружием и спортивным снаряжением.
В годы Второй мировой войны во время германской оккупации Норвегии Вилли Рёгеберг был арестован 29 мая 1942 года, сначала содержался в полицейской тюрьме, а затем провёл год в концентрационном лагере Грини.
В 1948 году Вилли Рёгеберг принял участие в Олимпийских играх в Лондоне, где завоевал бронзовую медаль в стрельбе из произвольной винтовки с трёх позиций на дистанции 300 м, и стал 8-м в стрельбе из малокалиберной винтовки лёжа на дистанции 50 м.